# Науэль (танк)
DL-43 «Науэль» (исп. Nahuel DL-43, от мап. nahuel — «ягуар») — аргентинский средний танк времён Второй мировой войны. Являлся аналогом танков M4 «Шерман» и M3 «Грант». Выпуск танка был начат в 1944 году, однако поскольку с окончанием Второй мировой войны на мировой рынок вооружений в значительных количествах поступили сравнительно дешёвые и более современные «Шерманы», производство «Науэля» было прекращено после выпуска 16 единиц.

## История
Аргентина в начале XX века входила в первую десятку стран мира с самым высоким доходом на душу населения. Амбиции местных политиков, территориальные споры с соседями привели к усиленной милитаризации, что вызвало затратную гонку морских вооружений. Первоначально аргентинские военные ориентировались на своих британских коллег. Позже началось сотрудничество с Германией. Так, в 1939 году 17 из 34 аргентинских генералов имели опыт службы в немецкой армии. Первый южноамериканский танк создавался в условиях эмбарго со стороны США, которое государственный департамент объявил Аргентине в феврале 1942 года. Этому предшествовали следующие события. С началом боевых действий в Европе, 4 сентября, Аргентина объявила о нейтралитете. Однако блокировавший порты стран Оси англо-французский флот свёл на нет торговлю Аргентины с Европой. На складах начали скапливаться огромные запасы сельскохозяйственной продукции. Нарушилась торгово-экономическая жизнь в стране. В этих условиях Буэнос-Айрес начал ориентироваться на Вашингтон и Лондон. Кроме того, в течение 1939—1940 годов, были заключены договора со странами Латинской Америки, Данией, Японией, Италией, Испанией и Португалией. Через две последние осуществлялась торговля Аргентины и Германии.
После начала войны на Тихом Океане, когда открытая торговля с Японией стала практически невозможна из-за морской блокады последней со стороны стран антигитлеровской коалиции, суда с аргентинской продукцией стали направляться в португальскую колонию Макао.
Бразилия, сразу после начала войны тоже заявила о своем нейтралитете. Тем не менее, перед правительством Жетулиу Варгаса стоял трудный выбор. Варгас некоторое время лавировал между двумя сторонами. В 1940 году, опасаясь, что после предполагаемого падения Британии немцы переведут военные действия в западное полушарие, США предложили разместить свои военные базы на побережье Бразилии с общим контингентом в 100 тысяч человек. Бразильские военные отнеслись к предложению отрицательно и до времени оно было заморожено. В том же году Бразилия совместно с США оккупировала Нидерландскую Гвиану. Наконец, 26 сентября 1940 года правительство Варгаса заявило, что в случае агрессии Германии принимает американскую сторону. США расценили это как добрый знак и рекомендовали Великобритании сделать исключение в морской блокаде для вооружения, идущего в Бразилию.
В июле 1941 года, несмотря на противодействие некоторых высокопоставленных военных, началось строительство взлётных полос в таких пунктах как Ресифи, Белен, Натал, Форталеза, Масейо и Салвадор. Аэродромы строились дочерней компанией «Панамерикэн эйрвэйс» и обслуживались военнослужащими США. Целью их постройки было снабжение британцев и предосторожность на случай возникновения угрозы для самой Бразилии. В январе 1942 года в Рио-де-Жанейро состоялось совещание министров иностранных дел американских государств, на котором было рекомендовало разорвать отношения со странами нацистского блока и прекратить все торговые связи с ними. Бразилия, в отличие от Аргентины выполнила эту рекомендацию. Был создан Межамериканский совет обороны под председательством США и со штаб-квартирой в Вашингтоне, в него входила и Бразилия. Рассчитывая на послевоенное переустройство мира, и дополнительные территориальные приобретения, а также экономические преференции, Бразилия окончательно порвала с Германией и 22 августа 1942 года объявила войну странам Оси, став таким образом, союзником США. Как следствие, 70 % ленд-лиза, поставляемого в Южную Америку, пришлись на Бразилию. Только до конца 1942 года Бразилия получила 75 танков М3 средний, 20 танков М3 лёгкий, 8 БРЭМ М31 и несколько бронеавтомобилей, предназначавшихся для отправки на Итальянский театр боевых действий вместе с Бразильским экспедиционным корпусом. В следующем году ряды танковых войск пополнили ещё 21 М3 средний «Генерал Грант».
Но высадка в Италии планировалась на 1944 год, и ни один из вышеперечисленных танков в Европу так и не попал. Поэтому было нетрудно предположить, что Бразилия захочет применить свои бронетанковые войска для решения проблем с соседями. Тем более, после того, как Бразильский посол в Вашингтоне указал, что Буэнос-Айрес может быть полностью разбомблен Бразильскими ВВС. К этому времени Соединённые Штаты, после долгих попыток склонить Буэнос-Айрес на свою сторону, начали рассматривать вариант вторжения бразильских войск в Аргентину. В Аргентине на тот момент преобладали прогерманские настроения, и руководство республики просило у стран Оси самолёты и танки, чтобы начать боевые действия на стороне Германии и союзников. Но военной помощи из охваченной огнём Европы не последовало. Поскольку планы о закупке в 1939 году 160 чешских танков LT vz.38 после оккупации Чехословакии в 1938 году так и не были реализованы, то вся бронетанковая техника Аргентины была представлена 12-ю лёгкими танками «Виккерс», 6-ю бронеавтомобилями «Кросслей» и 6-ю бронеавтомобилями местного производства.
На начало Второй мировой войны вооружённые силы Аргентины по численности (66 тысяч человек) были вторыми в Южной Америке, флот — крупнейшим в Южной Америке и восьмым в мире. Однако состояние военной техники сухопутных войск оставляло желать лучшего в отличие от флота и авиации. В условиях угрозы возможного американо-бразильского вторжения в стране началась усиленная разработка и производство военной техники и снаряжения — двигатели «Гаучо», бомбардировщики «Калькин», учебные самолёты DL и Tu-Sa, джип «Ньянду» и прочее.

## Разработка

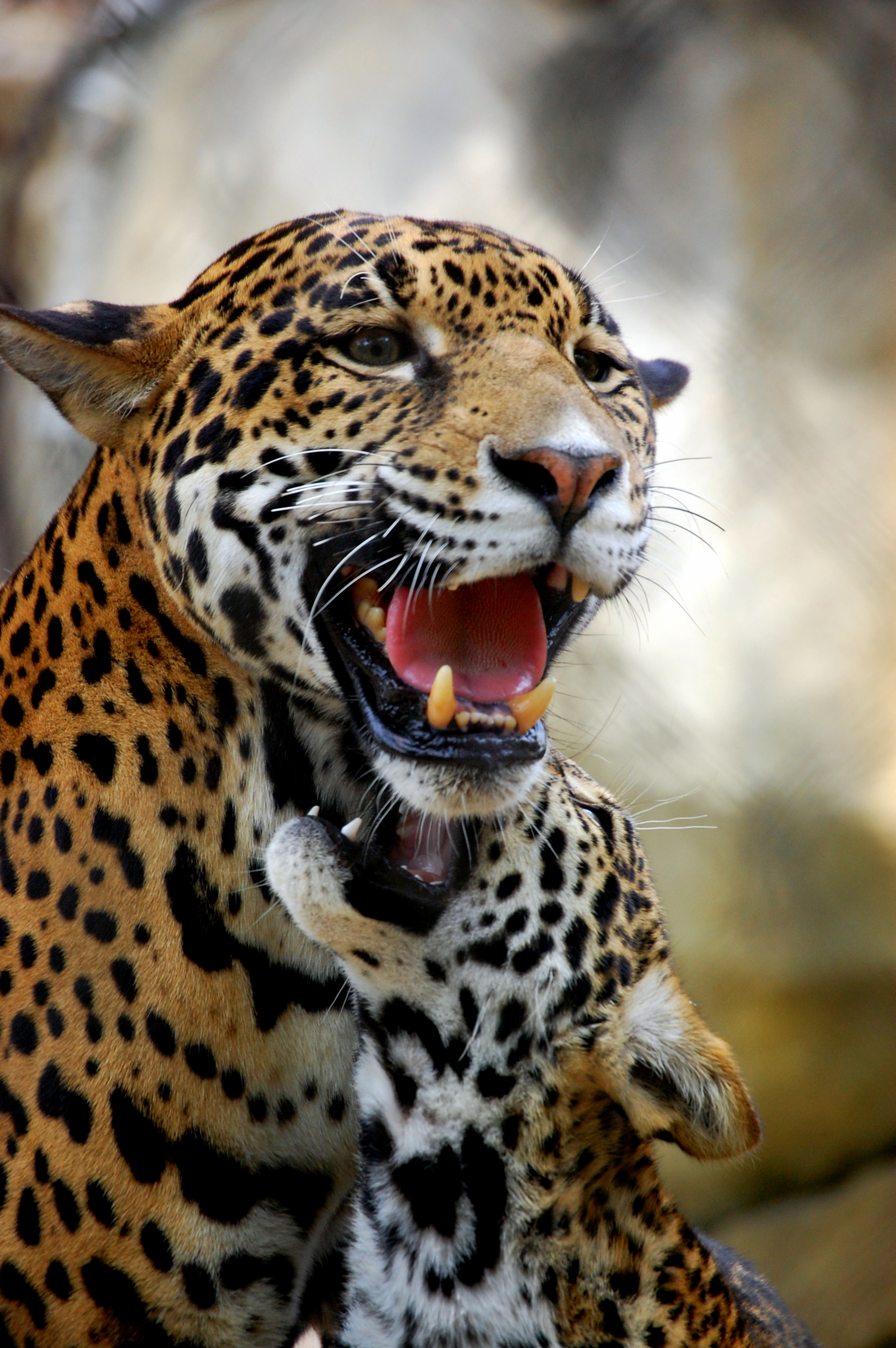
Танк получил название в честь одного из самых опасных хищников Южной Америки — ягуара

Главным конструктором и буквально «отцом» первого Аргентинского танка стал полковник Альфредо Аквилис Баиси. Этот офицер побывал в должности помощника военного атташе в США, поэтому был хорошо знаком с танками М3 средний, да и про первые экземпляры М4 средний не мог не знать. Также неплохо понимал тенденции мирового танкостроения, был неплохо осведомлён о французском S-35, советском Т-34, немецких Pz III, Pz IV. Представлял себе их достоинства, особенности и недостатки. В 1942 году полковник возглавил завод «Арсенал Эстебан де Лука», и одновременно занял пост заместителя министра промышленности и торговли, поэтому прекрасно представлял возможности Аргентинской республики в вопросах создания боевой техники. Альфредо Баиси предстояло в кратчайшие сроки, из имеющихся «под рукой» оборудования и материалов создать танк, как минимум, не уступающий, а в чём-то и превосходящий основных возможных оппонентов, а именно М3 и М4 средние. Будучи талантливым организатором, полковник Баиси, помимо руководства разработкой боевой машины, заранее продумал широкую кооперацию и интеграцию производителей оборудования и элементов первого Аргентинского танка. Для того, чтобы быстрее «поставить на ноги» отечественный танк, необходимо было использовать готовые компоненты, опираться на отечественную промышленность и работать на перспективу. Любой танк — это совокупность подвижности, вооружения и бронирования. Для 35 тонной машины (которая вырисовывалась по предварительным наброскам) был необходим мощный двигатель. И такой был найден. Этим двигателем стал Lorraine-Dietrich 12 Eb. Он производился по лицензии на военном авиазаводе — Fabrica Militar de Aviones, в Кордове. Устанавливался на истребителях Dewoitine D.21, выпускаемых по лицензии на FMA (Первые 7 истребителей и один прототип были закуплены ранее, первый же D.21 аргентинской постройки поднялся в небо 21.10.30 года, а всего по лицензии было построено 58 истребителей) и на транспортный самолёт совместной разработки конструкторов фирм «Fabrica Militar de Aviones» и «Sección Experimental de Transportes Aéreos» Ae.T.1. Машина получила название DL.43 Nahuel, что в переводе с языка индейцев арауканов — аборигенов запада Аргентины, означает «Ягуар». В основу DL.43 были заложены конструктивные решения, использованные на средних танках США. Сначала был изготовлен макет, выполненный за 45 дней в натуральную величину из дерева. В 1943 году на столичном заводе Arsenal Esteban de Luca был изготовлен первый экземпляр танка, получивший номер C 252. Его продемонстрировали участникам недавнего военного переворота в Аргентине — Эдельмиро Фарреллу, Альберто Тейсайре и Хуану Перону, симпатизировавшему нацистской Германии.

## Конструкция
Производство нового танка развернули в 1943 году на предприятии «Arsenal Esteban de Luca» в Буэнос-Айресе. В изготовлении комплектующих участвовали 80 военных и гражданских заводов Аргентины. Предприятия ВВС собирали для него двигатели, заводы военного ведомства плавили сталь, Министерство общественных работ отвечало за шасси, катки были отлиты в локомотивном депо Буэнос-Айреса. При разработке башни за образцы брали таковую у танков «Сомуа» и Т-34, пятиступенчатую КПП сконструировала и изготовила авторемонтная компания «Педро Мерлини», электротехникой занимались специалисты армейского управления связи.
Компоновка среднего танка «Ягуар» — классическая. Мотор и трансмиссия находились в кормовой части танка, боевое отделение в середине, а место водителя впереди. Коническая башня имела рациональные углы наклона. Конструкцию ходовой части позаимствовали у танка М3, она имела шесть обрезиненных опорных катков на борт, соединенных попарно в тележки, и по пять поддерживающих катков. Пружинная свечная подвеска определила как преимущества в простоте и быстроходности, так и меньший ресурс по сравнению с подвеской с горизонтально расположенными пружинами (М4 Шерман).
Передние колеса танка были ведущими, гусеница состояла из 76 траков. W-образный бензиновый мотор FMA-Lorraine-Dietrich 12EB с жидкостным охлаждением имел 12 цилиндров и обладал мощностью в 450 л. с. (330,98 кВт). Это обеспечивало танку скорость в 40 км/ч на шоссе. Радиатор охлаждения устанавливался в корме танка. Запас топлива составлял 700 л, максимальный запас хода — 250 км.
Корпус сварной, собирался из листов катаной броневой стали, расположенных с рациональными углами наклона. Толщина её варьировалась от 25 до 80 мм, причем наиболее толстым был именно передний броневой лист танка, где его толщина составляла 80 мм, а его угол наклона составлял 65°. Для сравнения — лобовая броня «Шерман» M4A1 составляла 51 мм, а танка Т-34 — 45 мм, то есть хотя дизайн корпуса был явно вдохновлен M4 Sherman, но Баиси удалось обойти оригинал. С другой стороны, и стойкость катаной брони к снарядам выше литой. Кроме того, углы наклона брони Шермана определены необходимостью обеспечить литейные радиусы, и потому он ещё больше проигрывает Науэлю в бронировании. Сравнивать новую машину по бронированию можно с немецкой Пантерой.
Нижний передний броневой лист имел толщину 50 мм — то есть вполне прилично, а бортовые броневые листы, установленные под углом, толщину 55 мм (первые версии Пантеры — 40 мм). Толщина днища 20 мм выбрана из соображений противоминной защиты. Литая башня из хромоникелевой стали имела обтекаемую форму, толщина лобовой проекции 80 мм, бортовая по 65 мм, корма 50 мм, а крыша 25 мм (по другим данным 20 мм). На бортах башни были сделаны две смотровые щели, которые закрывались толстыми пуленепробиваемыми стеклами. Для поворота башни использовался не гидро- и не электропривод, а специальный вспомогательный двигатель (вероятно, вынужденное техническое решение). При отказе его использовался ручной привод. Для связи использовалась радиостанция немецкой фирмы «Телефункен», ТПУ той же фирмы (в тот момент Аргентина, будучи нейтральной страной, могла закупать комплектующие в Германии).
Водитель и стрелок-радист получили смотровые приборы, смонтированные на передних люках корпуса, командирский перископ на крыше башни имел видоискатель с трехкратным увеличением. Башня была оборудована вентилятором, отсасывающим пороховые газы. Экипаж танка составлял пять человек: командир, механик-водитель, наводчик, заряжающий и стрелок-радист. Механик-водитель и стрелок-радист сидели рядом, за лобовым бронелистом, командир, наводчик и заряжающий — в башне. При модернизации танка в 1947 году были сняты два пулемета из трех, находившихся в лобовой части корпуса, а экипаж танка уменьшили до четырех человек. На освободившееся место стрелка разместили дополнительные коробки с боеприпасами. Масса танка составляла 35 тонн.
Проект можно оценить как несбалансированный в сторону защищённости, так как штатная пушка не способна пробить лобовую проекцию танка даже при стрельбе в упор. Поэтому позже военные сменили орудие на более мощное, что уменьшило несбалансированность.

### Вооружение
Танк был вооружён устаревшей (на момент использования) 75 мм пушкой L30 M1909 (полным аналогом полевой пушки Krupp образца 1909 года, состоявшей на вооружении в аргентинской армии). Рассматривалась возможность установки Bofors 75 мм L40 m|35, (204 пушки было поставлено в Аргентину до начала Второй мировой войны), но фактически перевооружение не производилось.
Вооружение экипажа — пистолеты-пулемёты Thompson и Halcón M-1943, пистолеты Ballester-Molina.

## Производство

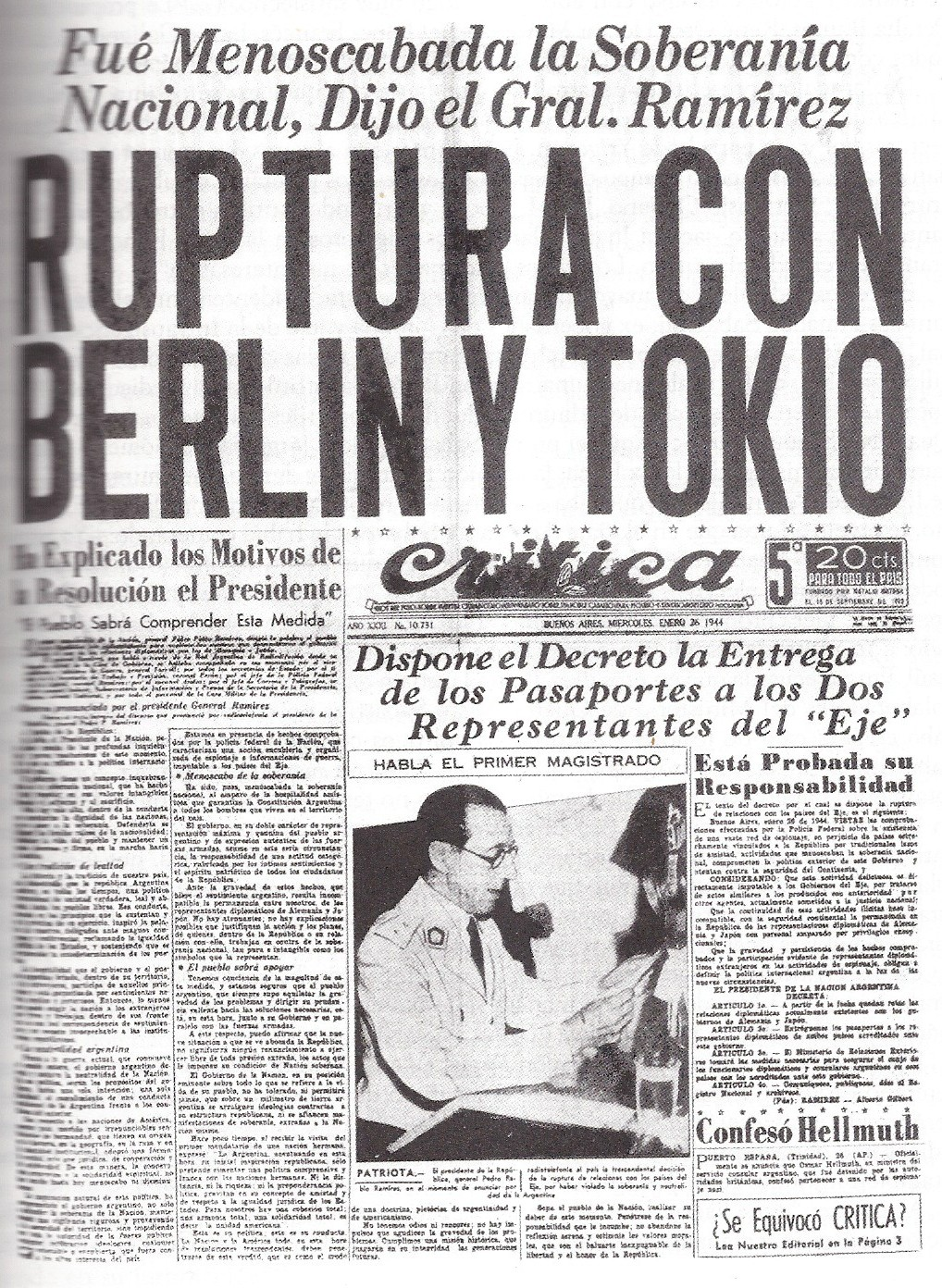
Разрыв Аргентины отношений со странами Оси смягчил американо-аргентинские отношения.

Из-за слабости аргентинской промышленности в производстве использовалась широкая кооперация. В итоге к процессу подключилось 80 фирм. Так, кордовский завод FMA поставил для танка авиационные двигатели Lorraine-Dietrich 12Eb, которые остались от лицензионных самолётов Dewoitine D.21. На предприятиях DGFM выплавлялась сталь, катки для машины ковались в столичном локомотивном депо, башни отлили на предприятиях Talleres Metalúrgicos San Martín (TAMET). Верфи Министерства общественных работ в Авельянеде были ответственны за производство ходовой части, пятиступенчатую коробку передач разработала автомастерская «Педро Мерлино» из Кабальито (Буэнос-Айрес), а армейское управление связи занималось коммуникационным оборудованием. К работам также привлекли государственную нефтяную компанию YPF. Танки оснастили радиостанциями и ТПУ производства немецкой фирмы Telefunken.
В итоге компанией Arsenal Esteban de Luca было произведено только 16 танков «Науэль». Они поставлялись в вооружённые силы Аргентины. В конце 1940-х годов серийное производство собственных танков было свёрнуто из-за появившейся возможности купить оставшиеся после Второй мировой войны более качественные и недорогие американские «Шерманы».